# Chính trị bản sắc
Chính trị bản sắc hay chính trị căn tính (tiếng Anh: identity politics) là một phương cách tiếp cận chính trị mà trong đó những người thuộc cùng một giới tính, tôn giáo, chủng tộc, nền tảng xã hội, giai tầng cụ thể hoặc nhiều yếu tố nhận dạng khác, phát triển các nghị trình chính trị dựa trên các hệ thống tương tác lý thuyết về áp bức có thể ảnh hưởng đến đời sống của họ và xuất phát từ những căn tính khác nhau của chính họ. Chính trị căn tính tập trung vào kinh nghiệm sống của những người phải đối mặt với những hệ thống áp bức khác nhau để hiểu rõ hơn về cách thức liên kết giữa chủng tộc, kinh tế, cơ sở tính dục, cơ sở giới tính cũng như các hình thức áp bức khác, và để đảm bảo rằng các nghị trình chính trị và các hành động chính trị phát sinh của chính trị căn tính sẽ không bỏ sót ai lại phía sau.